# Häckelsängsbeek
Häckelsängsbeek (Zweeds: Häckelsangsbäck) is een beek, die stroomt in de Zweedse  gemeente Gävle. De beek ontwatert het meer Lössnaren, stroomt naar het zuiden langs haar naamgever het dorp Häckelsang en mondt bij Totra in de Oostzee. Ze stroomt parallel aan de Hamrångerivier. Ze is circa 5 kilometer lang.
Afwatering: Häckelsängsbeek → Oostzee.